# Halina Popławska
Halina Popławska (ur. 7 lipca 1918 w Wilnie, zm. 10 sierpnia 2017 w Warszawie) – polska pisarka i tłumaczka, nauczyciel akademicki.

## Życiorys
Urodziła się 7 lipca 1918 w Wilnie. W 1936 ukończyła Gimnazjum Nazaretanek. Przed II wojną światową zapisała się na romanistykę na Uniwersytecie Warszawskim. Po wybuchu wojny powróciła do Wilna, gdzie uczęszczała na wykłady z historii na Uniwersytecie Wileńskim im. Stefana Batorego. Gdy uniwersytet zamknięto, w latach 1940–1941 studiowała muzykę i śpiew w Konserwatorium Wileńskim. Następnie pracowała w tajnym nauczaniu. Po wojnie w latach 1946–1948 studiowała ponownie na Uniwersytecie Warszawskim, zdobywając magisterium w 1948. Pracowała w Bibliotece Narodowej w Warszawie. Prowadziła lektorat języka włoskiego na Uniwersytecie Warszawskim i w Akademii Sztuk Pięknych. Następnie została wykładowcą w Instytucie Iberystyki Uniwersytetu Warszawskiego, wykładając literaturę hiszpańską okresu renesansu i baroku. Po przejściu na emeryturę w 1978 rozpoczęła pisać powieści historyczne. Jest współautorką napisanego wraz z Zofią Szejnachową podręcznika do nauki języka włoskiego Studiamo la lingua Italiana oraz dwutomowego przeglądu wiadomości o kulturze i literaturze hiszpańskiej i hiszpańsko-amerykańskiej we współpracy z Krystyną Niklewicz.

## Twórczość

### Powieści
- Cień dłuższego ramienia (1968)
- Klawikord i róża (1969)
- Renesansowa przygoda (1972)
- Szpada na wachlarzu (1974)
- Jak na starym gobelinie (1976)
- Na wersalskim trakcie (1979)
- Talerz z Napoleonem 1: Róża (1986)
- Talerz z Napoleonem 2: Anto (1988)
- Hiszpańska romanca (1993)
- Tryptyk rewolucyjny:
  - Kwiat lilii we krwi (1994)
  - Szkaplerz wandejski (1998)
  - Spadek w Piemoncie (2001)
- W przyćmionym świetle (2001)
- Wakacje w Grenoble (2004)
- Wieczne powroty (2005)
- Złamany wachlarz (2010)